# Waldbahn Naßwald
Koordinaten: 47° 45′ 52″ N, 15° 41′ 34″ O
Die Waldbahn Naßwald war eine Museumsbahn im Gemeindegebiet von Schwarzau im Gebirge, Ortsteil Naßwald, in Niederösterreich. Die Anlage wurde vom Verein zur Erhaltung von Wald- und Feldbahnen in Spur 600 mm betrieben. Im Gegensatz zu den meisten Museumsbahnen wies diese Bahnanlage kein historisches Vorbild auf und wurde nicht auf einer vorhandenen Trasse einer stillgelegten Bahn aufgebaut. Die Strecke wurde eigens für den Museumsbahnbetrieb zwischen 1985 und 1986 errichtet. Das Gleismaterial stammte zum Teil von einer Parkeisenbahn, die kurzzeitig im Safaripark Gänserndorf aufgebaut war. 
Die Anlage stellte ein Beispiel für eine Waldbahn dar, mit der in der ersten Hälfte des 20. Jahrhunderts geschlägertes Holz aus den Forsten zu den Siedlungen, Sägewerken oder Bahnstationen gebracht wurde. Als Fahrzeuge standen vier Diesellokomotiven und eine elektrische (Akkumulator)-Lokomotive, drei Personenwagen und einige Güterloren zur Verfügung. Die Eisenbahnstrecke war etwa 800 Meter lang, hatte eine Spurweite von 600 mm und führte vom Ortszentrum von Naßwald in das Heufußtal. Ein Projekt, die Bahn bis zu den Forsthütten nach Heufuß selbst zu verlängern (Gesamtlänge von 2 km), wurde aus finanziellen Gründen nicht realisiert, da der Bau eines kurzen Tunnels oder alternativ zweier Brücken über den Heufußbach notwendig gewesen wäre. 
Nach Ablauf von Pachtverträgen, die seitens der Grundeigentümer nicht verlängert wurden, hat die Waldbahn Naßwald mit 1. Mai 2008 ihren Betrieb eingestellt. Bis Ende des Jahres 2008 mussten die Gleisanlagen abgetragen werden. Das Rollmaterial wurde im Sommer/Herbst 2009 abgeholt.
Gegenwärtig ist das Rollmaterial im Historama, Museum für Technik und Verkehr in Ferlach abgestellt. Es ist geplant, eine kleine Feldbahnstrecke am dortigen Museumsgelände zu errichten, damit ein Fahrbetrieb wieder aufgenommen werden kann.